# Церква Санта-Ізабель (Пасо-де-лос-Торос)
Церква санта-Ізабель в Пасо-де-лос-Торос (іспанська Iglesia de Santa Isabel de Paso de los Toros) — римо-католицька парафіяльна церква в місті Пасо-де-лос-Торос в Уругваї, побудована у два етапи в 1926—1930 і 1942—1950 роках. Покровителем храму є св. Ізабела Арагонська, королева Португалії, яка жила в 13-14 столітті.

## Історія
Єпископ Монтевідео Маріано Солер заснував парафію св. Ізабели 4 жовтня 1903 року.
Авторами проєкту нинішньої парафіяльної церкви були Ельзеаріо Боікс і Геральдо Терра Арозена. Проєкт створювався з травня 1926 року по січень наступного року. Перший камінь у фундамент було закладено 4 липня 1926 року. Храм був освячений єпископом Мігелем Патернайном 24 серпня 1930 року. Однак будівельні роботи так і не були завершені, а вичерпання коштів спричинило перерву, яка тривала до 1942 року. Будівництво храму було завершено 23 січня 1950 року. Урочисте освячення відбулося 19 квітня 1950 року.
У 2002 році церкву св. Ізабели було оголошено національною історичною пам'яткою (Monumento Histórico Nacional).

## Архітектура і мистецтво
Храм збудований у стилі неоготики.
Круглі вікна в бічних стінах прикрашені вітражами із зображеннями різних святих і сцен з їхнього життя.

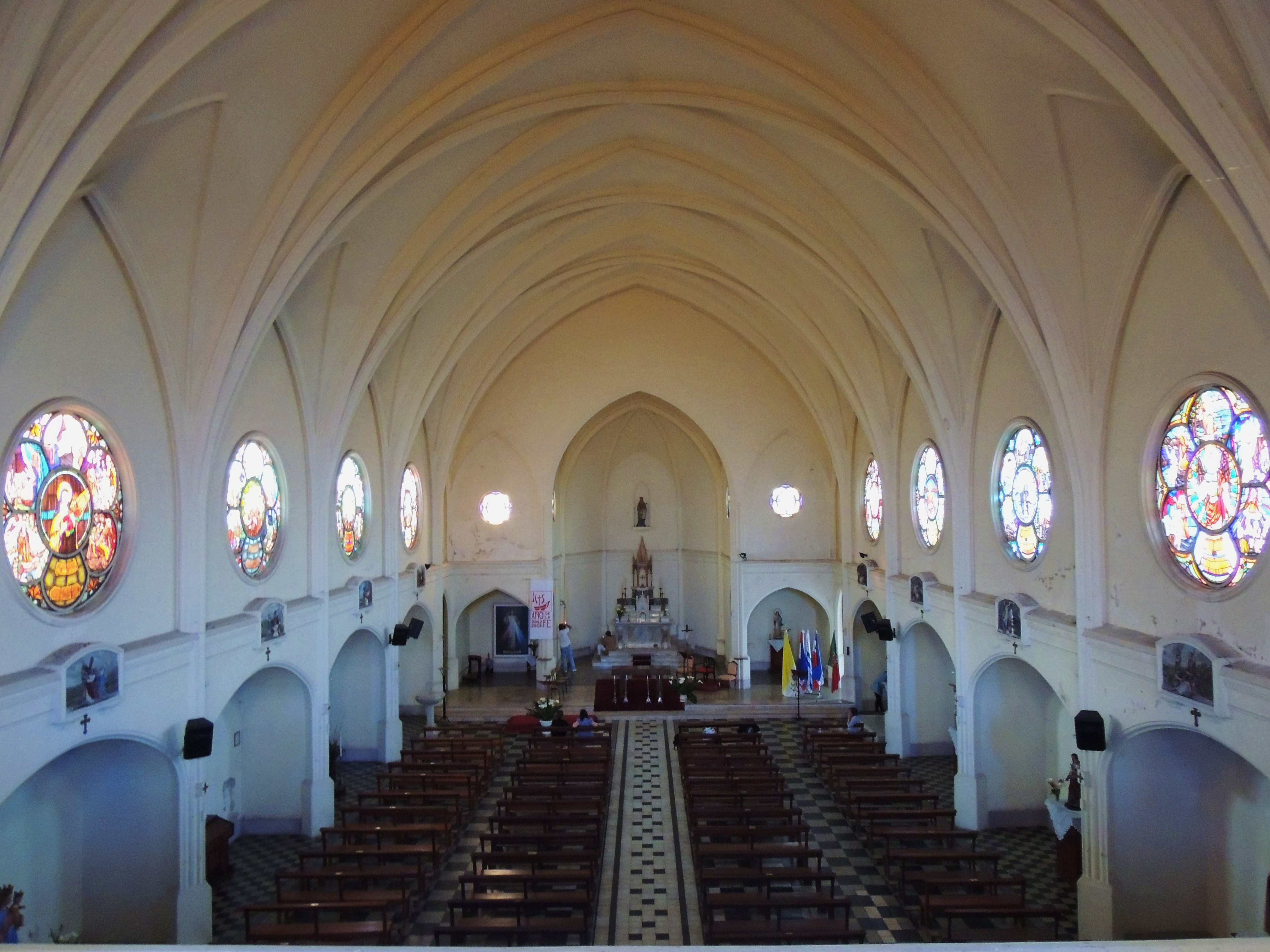
Інтер'єр церкви
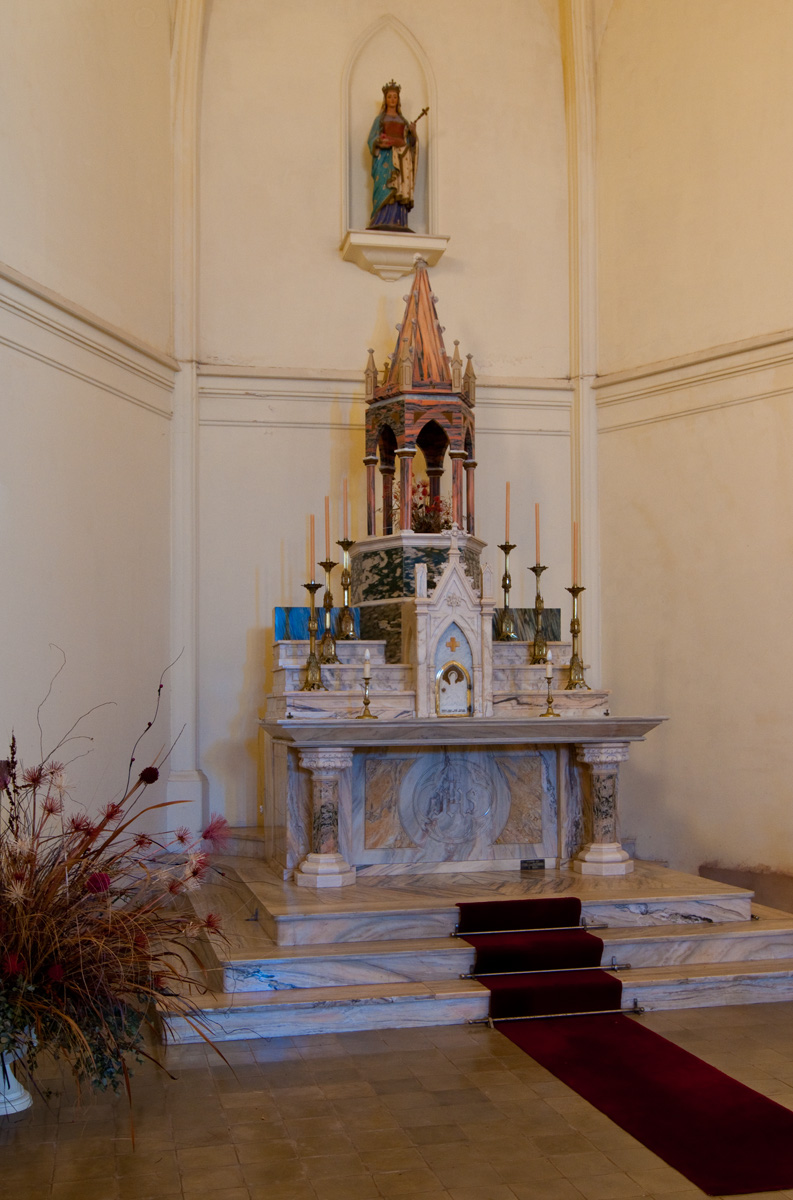
Головний вівтар
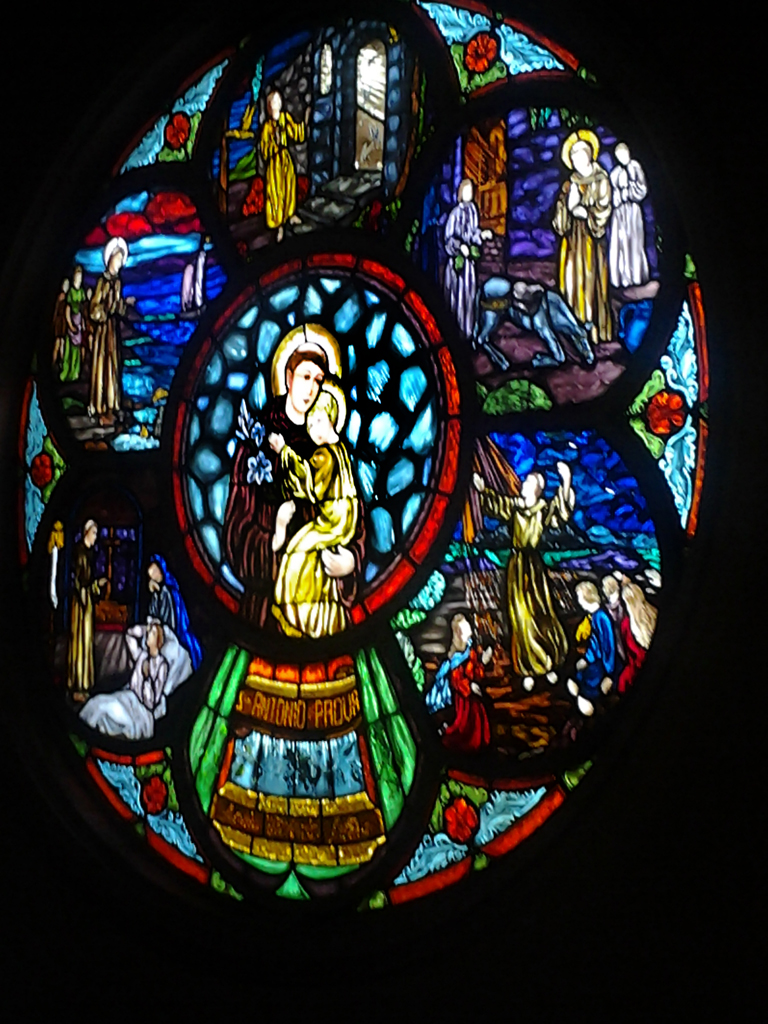
Один з вітражів